# شیرین‌لب نوارزرد
شیرین‌لب نوارزرد (نام علمی: Plectorhinchus lineatus) نام یک گونه از سرده شیرین‌لب است.